# Penicillium ribium
Penicíllium ríbium (лат.) — вид несовершенных грибов (телеоморфная стадия неизвестна), относящийся к роду Пеницилл (Penicillium).

## Описание
На CYA колонии на 7-е сутки при 25 °C 2—3 см в диаметре, обильно спороносящие, с каплями неокрашенного экссудата. Реверс серовато-оранжево-коричневый. На агаре с солодовым экстрактом (MEA) колонии на 7-е сутки 2—2,5 см в диаметре, обильно спороносящие, с бледно-жёлтым реверсом. На агаре с дрожжевым экстрактом и сахарозой (YES) колонии 2,5—3 см в диаметре, обильно спороносящие, с кремово-жёлтым реверсом, в центральной части нередко более тёмным.
При 37 °C рост отсутствует.
Конидиеносцы двухъярусные, часто с дополнительными веточками, 150—2000 мкм длиной, отчётливо шероховатые. Метулы 9,5—13,5 мкм длиной, цилиндрические. Фиалиды фляговидные, 8—10 × 3—4 мкм, с короткой шейкой. Конидии яйцевидные до почти шаровидных, гладкостенные, 2,1—2,8 × 2,7—3,5 мкм.

### Отличия от близких видов
Отличается от Penicillium lanosum и близких видов длинными шероховатыми конидиеносцами и гладкими конидиями.

## Экология
Психротолерантный вид, первоначально выделенный из горной почвы под смородиной в Вайоминге.

## Таксономия
Penicillium ribium Frisvad & Overy, Int. J. Syst. Evol. Microbiol. 56 (6): 1435 (2006).